# Bahama's op de Olympische Zomerspelen 2016
De Bahama's namen deel aan de Olympische Zomerspelen 2016 in Rio de Janeiro, Brazilië. Het Bahamaans olympisch comité zond 28 atleten naar de Spelen, meer dan in voorgaande edities. Sprintster Shaunae Miller won het zesde goud ooit voor de Bahama's.

## Medailleoverzicht
| Sport    | Olympiër                                                                                    | Discipline  | Medaille |
| -------- | ------------------------------------------------------------------------------------------- | ----------- | -------- |
| Atletiek | Shaunae Miller                                                                              | 400 m (v)   | Goud     |
|          |                                                                                             |             |          |
| Atletiek | Chris Brown Steven Gardiner Michael Mathieu Stephen Newbold Demetrius Pinder Alonzo Russell | 4x400 m (m) | Brons    |

## Deelnemers en resultaten
(m) = mannen, (v) = vrouwen 

### Atletiek
| Olympiër                                                                                    | Discipline             | Resultaat | Prestatie                                                            |
| ------------------------------------------------------------------------------------------- | ---------------------- | --------- | -------------------------------------------------------------------- |
| Adrian Griffith                                                                             | 100m (m)               | 62e       | serie 1: 8e in 10,53                                                 |
| Shavez Hart                                                                                 | 100m (m)               | 39e       | serie 7: 5e in 10,28                                                 |
| Jamial Rolle                                                                                | 100m (m)               | 64e       | serie 4: 8e in 10,68                                                 |
| Shavez Hart                                                                                 | 200m (m)               | 56e       | serie 2: 7e in 20,74 (SB)                                            |
| Demetrius Pinder                                                                            | 200m (m)               | DSQ       | serie 1: gediskwalificeerd                                           |
| Teray Smith                                                                                 | 200m (m)               | 52e       | serie 4: 6e in 20,66                                                 |
| Chris Brown                                                                                 | 400m (m)               | 20e       | serie 4: 4e in 45,56                                                 |
| Steven Gardiner                                                                             | 400m (m)               | 11e       | serie 7: 2e in 45,24 halve finale 3: 5e in 44,72                     |
| Alonzo Russell                                                                              | 400m (m)               | DSQ       | serie 4: gediskwalificeerd                                           |
| Jeffery Gibson                                                                              | 400m horden (m)        | 45e       | serie 1: 7e in 52,77                                                 |
| Chris Brown Steven Gardiner Michael Mathieu Stephen Newbold Demetrius Pinder Alonzo Russell | 4x400m (m)             | Brons     | serie 2: 2e in 2.59,64 (SB) finale: 3e in 2.58,49 (SB)               |
| Latario Collie-Minns                                                                        | hink-stap-springen (m) | DNF       | kwalificatie groep B: geen geldige poging                            |
| Leevan Sands VS                                                                             | hink-stap-springen (m) | 18e       | kwalificatie groep A: 10e met 16,53m                                 |
| Trevor Barry                                                                                | hoogspringen (m)       | 11e       | kwalificatie: 10e met 2,29m finale: 11e met 2,25m                    |
| Donald Thomas                                                                               | hoogspringen (m)       | 7e        | kwalificatie: 9e met 2,29m finale: 7e met 2,29m                      |
| Jamal Wilson                                                                                | hoogspringen (m)       | 25e       | kwalificatie groep B: 13e met 2,22m                                  |
|                                                                                             |                        |           |                                                                      |
| Tynia Gaither                                                                               | 100m (v)               | 40e       | serie 4: 5e in 11,56                                                 |
| Tynia Gaither                                                                               | 200m (v)               | 24e       | serie 2: 3e in 22,90 halve finale 1: 8e in 23,45                     |
| Shaunae Miller VO                                                                           | 200m (v)               | 58e       | serie 7: 8e in 23,62                                                 |
| Anthonique Strachan                                                                         | 200m (v)               | 26e       | serie 5: 3e in 22,96 (SB)                                            |
| Shaunae Miller                                                                              | 400m (v)               | Goud      | serie 5: 1e in 51,16 halve finale 3: 2e in 49,91 finale: 1e in 49,44 |
| Pedrya Seymour                                                                              | 100m horden (v)        | 6e        | serie 2: 3e in 12,85 halve finale 1: 2e in 12,64 finale: 6e in 12,76 |
| Bianca Stuart                                                                               | verspringen (v)        | 16e       | kwalificatie groep A: 9e met 6,45m                                   |

### Roeien
| Olympiër     | Discipline | Resultaat | Prestatie                                                                                                  |
| ------------ | ---------- | --------- | --- |
| Emily Morley | skiff (v)  | 30e       | serie 1: 6e in 9.22,12 herkansing 1: 4e in 8.22,77 halve finale E/F: 3e in 8.49,09 finale E: 6e in 8.56,36 |

### Zwemmen
| Olympiër                   | Discipline          | Resultaat | Prestatie                                         |
| -------------------------- | ------------------- | --------- | ------------------------------------------------- |
| Dustin Tynes               | 100m schoolslag (m) | 44e       | serie 2: 8e in 1.03,71                            |
|                            |                     |           |                                                   |
| Arianna Vanderpool-Wallace | 50m vrije slag (v)  | 9de       | serie 12: 4e in 24,77 halve finale 1: 4e in 24,60 |
| Arianna Vanderpool-Wallace | 100m vrije slag (v) | 18e       | serie 5: 7e in 54,56                              |
| Joanna Evans               | 200m vrije slag (v) | 37e       | serie 2: 5e in 2.01,27                            |
| Joanna Evans               | 400m vrije slag (v) | 13e       | serie 1: 2e in 4.07,60 (NR)                       |
| Joanna Evans               | 800m vrije slag (v) | 23e       | serie 2: 6e in 8.42,93                            |